# Comité olympique de Papouasie-Nouvelle-Guinée
Le Comité olympique de Papouasie-Nouvelle-Guinée (en anglais : Papua New Guinea Olympic Committee ou PNGOC) est l'organisation sportive qui sert de comité national olympique à la Papouasie-Nouvelle-Guinée.
Fondé le 2 août 1961 avant même l'indépendance du pays en 1975, le Comité olympique de Papouasie-Nouvelle-Guinée est reconnu par le Comité international olympique en 1974  et envoie pour la première fois une délégation olympique aux Jeux olympiques d'été de 1976 à Montréal.